# Hemicentetes
Hemicentetes — рід ссавців родини тенрекових (Tenrecidae). Включає 2 види.

## Види
- Hemicentetes nigriceps Günther, 1875
- Hemicentetes semispinosus (G. Cuvier, 1798)

## Поширення
Ендеміки Мадагаскару. H. semispinosus трапляється в тропічних лісах на східній стороні острова, а H. nigriceps мешуає у вологих лісах і на межі саван у центральній гірській частині Мадагаскару.